# Right Where You Want Me
Right Where You Want Me es el segundo álbum de estudio del cantautor Jesse McCartney, lanzado el 19 de septiembre del 2006 en Estados Unidos, bajo el sello discográfico de Hollywood Records. El álbum ha vendido más de 277 000 copias en los Estados Unidos, y más de 655 840 en el mundo.

## Canciones
| N.º   | Título                    | Escritor(es)                                                             | Duración |  |
| 1.    | «Right Where You Want Me» | Andy Dodd, Dory Lobel, Jesse McCartney, Adam Watts                       | 3:32     |  |
| 2.    | «Just So You Know»        | Andy Dodd, Dory Lobel, Jesse McCartney, Adam Watts                       | 3:54     |  |
| 3.    | «Blow Your Mind»          | Dory Lobel, Jesse McCartney, John Shanks                                 | 3:11     |  |
| 4.    | «Right Back In The Water» | Dory Lobel, Jesse McCartney                                              | 3:26     |  |
| 5.    | «Anybody»                 | Kara DioGuardi, Marti Frederiksen, Dory Lobel, Jesse McCartney           | 3:21     |  |
| 6.    | «Tell Her»                | Franne Golde, Emanuel Kiriakou, Dory Lobel, Jesse McCartney              | 4:00     |  |
| 7.    | «Just Go»                 | Andy Dodd, Dory Lobel, Jesse McCartney, Adam Watts                       | 3:38     |  |
| 8.    | «Can't Let You Go»        | Dory Lobel, Jesse McCartney, John Shanks                                 | 2:46     |  |
| 9.    | «We Can Go Anywhere»      | Andy Dodd, Dory Lobel, Jesse McCartney, Adam Watts                       | 3:35     |  |
| 10.   | «Feelin' You»             | Andy Dodd, Adam Watts                                                    | 3:25     |  |
| 11.   | «Invincible»              | Kara DioGuardi, Dory Lobel, Jesse McCartney                              | 3:43     |  |
| 12.   | «Daddy's Little Girl»     | Sherry Kondor, Dory Lobel, Jesse McCartney, Drew Ramsey, Shannon Sanders | 2:43     |  |
| 41:14 |                           |                                                                          |          |  |

### Otras ediciones
| Bonus Track |                             |          |  |
| N.º         | Título                      | Duración |  |
| 13.         | «Gone (Millennium version)» | 3:20     |  |
| 44:34       |                             |          |  |

| Edición iTunes Italia |                                                  |                                          |          |  |
| N.º                   | Título                                           | Escritor(es)                             | Duración |  |
| 13.                   | «Feels Like Sunday»                              | DioGuardi, Frederiksen, Lobel, McCartney | 3:45     |  |
| 14.                   | «Running Away»                                   | DioGuardi, Lobel, McCartney, Shanks      | 3:36     |  |
| 15.                   | «Right Where You Want Me (Junior Caldera Remix)» | Dodd, Lobel, McCartney, Watts            | 3:13     |  |
| 51:48                 |                                                  |                                          |          |  |

| Edición iTunes Japón |                     |                                          |          |  |
| N.º                  | Título              | Escritor(es)                             | Duración |  |
| 13.                  | «Running Away»      | DioGuardi, Lobel, McCartney, Shanks      | 3:36     |  |
| 14.                  | «Feels Like Sunday» | DioGuardi, Frederiksen, Lobel, McCartney | 3:45     |  |
| 48:35                |                     |                                          |          |  |

| Edición Best Buy |                |                                     |          |  |
| N.º              | Título         | Escritor(es)                        | Duración |  |
| 13.              | «Running Away» | DioGuardi, Lobel, McCartney, Shanks | 3:36     |  |
| 44:50            |                |                                     |          |  |

| Edición Target |                     |                                          |          |  |
| N.º            | Título              | Escritor(es)                             | Duración |  |
| 13.            | «Feels like Sunday» | DioGuardi, Frederiksen, Lobel, McCartney | 3:45     |  |
| 44:59          |                     |                                          |          |  |

| Edición Wal-Mart |                           |          |  |
| N.º              | Título                    | Duración |  |
| 13.              | «Gone (Versión original)» | 3:20     |  |
| 44:34            |                           |          |  |

Asia Edición Especial (CD+AVCD)
CD
- Mismas canciones que la edición estándar estadounidense.

| AVCD |                                                                           |          |  |
| N.º  | Título                                                                    | Duración |  |
| 1.   | «Because You Live» (Video)                                                |          |  |
| 2.   | «Beautiful Soul» (Karaoke Video)                                          |          |  |
| 3.   | «She's No You» (Karaoke Video)                                            |          |  |
| 4.   | «Because You Live» (Karaoke Video)                                        |          |  |
| 5.   | «Beautiful Soul (Acoustic Version)» (from Osaka Live Convention in Japan) |          |  |
| 6.   | «Without U (Acoustic Version)» (from Osaka Live Convention in Japan)      |          |  |
| 7.   | «I'll Try»                                                                |          |  |
| 8.   | «Crushin'»                                                                |          |  |
| 9.   | «One Way or Another»                                                      |          |  |
| 10.  | «When You Wish Upon A Star»                                               |          |  |
| 11.  | «The Second Star To The Right»                                            |          |  |
| 12.  | «Winter Wonderland»                                                       |          |  |
| 13.  | «Best Day Of My Life» (Karaoke Audio Track)                               |          |  |
| 14.  | «Get Your Shine On» (Karaoke Audio Track)                                 |          |  |
| 15.  | «Good Life» (Karaoke Audio Track)                                         |          |  |
| 16.  | «What's Your Name?» (Karaoke Audio Track)                                 |          |  |
| 17.  | «That Was Then» (Karaoke Audio Track)                                     |          |  |

Taiwán Edición Especial (CD+DVD)
CD
- Mismas canciones que la edición estándar estadounidense.

| DVD |                                                           |          |  |
| N.º | Título                                                    | Duración |  |
| 1.  | «Right Where You Want Me» (Video)                         |          |  |
| 2.  | «Just So You Know» (Video)                                |          |  |
| 3.  | «Blow Your Mind» (Taiwan TV Special)                      |          |  |
| 4.  | «Anybody» (Taiwan TV Special)                             |          |  |
| 5.  | «Just Go» (Taiwan TV Special)                             |          |  |
| 6.  | «Right Back In The Water» (Taiwan TV Special)             |          |  |
| 7.  | «Just So You Know (Acoustic version)» (Taiwan TV Special) |          |  |
| 8.  | «Right Where You Want Me» (Taiwan TV Special)             |          |  |
| 9.  | «Material Bonus»                                          |          |  |

## Posiciones
El álbum debutó en el puesto #14 en el Billboard 200, vendiendo más de 52,000 copias en su primera semana.
| Chart (2006)                       | Posición |
| ---------------------------------- | -------- |
| U.S. Billboard 200                 | 14       |
| U.S. Billboard Top Internet Albums | 14       |
| Taiwán Álbumes Chart               | 4        |
| Taiwán Álbumes Internacionales     | 1        |
| Australia Álbumes Chart            | 49       |
| Italia Álbumes Chart               | 7        |
| Francia Álbumes Chart              | 83       |
| Suiza Álbumes Chart                | 90       |
| Fin de Año (2006)                  | Posición |
| Italia Top Anual 200               | 106      |